# 黄穗臭草
黄穗臭草（学名：Melica subflava）为禾本科臭草属下的一个种。

## 扩展阅读
- 維基物種上的相關：黄穗臭草